# Knorrsiepen
Knorrsiepen, auch Fingscheidter Siepen genannt, ist eine Hofschaft im Norden der bergischen Großstadt Wuppertal.

## Lage und Beschreibung
Die Hofschaft liegt im Westen des Wohnquartiers Dönberg im Stadtbezirk Uellendahl-Katernberg auf einer Höhe von 216 m ü. NHN oberhalb des Hardenberger Bachs in der Gemarkung Untensiebeneick nahe der Stadtgrenze zu Velbert-Neviges. Am Ort wird ein Zufluss des Hardenberger Bachs in Teichen gestaut.
Benachbarte Orte sind Saurenhaus, Schmürsches, Siebeneick, Worth, Fingscheidt, Öters, Wolbeck, Markeick, Schnappbrücke, Jommerhönschen, Grüntal, Langenkamp, Brunnenhäuschen, Bruch, Dümpel und Mutzberg.

## Geschichte
Im 19. Jahrhundert gehörte Knorrsiepen zu der Bauerschaft Untensiebeneick und der Kirchengemeinde Dönberg in der Stadt Bürgermeisterei Hardenberg, die 1935 in Neviges umbenannt wurde. Damit gehörte es von 1816 bis 1861 zum Kreis Elberfeld und ab 1861 zum alten Kreis Mettmann. 
Der Ort ist auf der Gemeinde Charte des Parzellar Katasters der Bürgermeisterei Hardenberg von 1815/16 als Fingscheidersiepen eingezeichnet. 
Mit der Kommunalreform von 1929 wurde der südliche Teil von Dönberg abgespalten und mit weiteren, außerhalb von Dönberg liegenden Nevigeser Ortschaften in die neu gegründete Stadt Wuppertal eingemeindet, der Rest Dönbergs mit Knorrsiepen verblieb zunächst bei Neviges. Durch die nordrhein-westfälische Gebietsreform kam Neviges mit Beginn des Jahres 1975 zur Stadt Velbert und das erneut geteilte Dönberg wurde bis auf die nördlichen Außenortschaften, die bei Velbert verblieben, ebenfalls Wuppertal eingemeindet.